# Bracon akmolensis
Bracon akmolensis är en stekelart som beskrevs av Vladimir Ivanovich Tobias 1959. Bracon akmolensis ingår i släktet Bracon och familjen bracksteklar. Inga underarter finns listade.